# مانوئلا گستنر
مانوئلا گستنر (به انگلیسی: Manuela Gostner؛ زادهٔ ۱۹ می ۱۹۸۴)یک راننده مسابقات اتومبیلرانی اهل ایتالیا است.